# Roberto Santini
Roberto Santini (25 maggio 1949 – 25 maggio 2010) è stato uno scrittore italiano di libri gialli.
Fra i suoi scritti, oltre ai racconti vincitori di numerosi premi letterari, vi sono i libri La regola del male, edito da Contatto Ed. di Lerici nel 2005, A luce spenta, edito da Editrice Laurum di Grosseto nel 2007. Nel 2009 ha pubblicato, sempre con Laurum, Notti di raso bianco. Nel febbraio 2010 è uscito il romanzo Tre farfalle d'argento edito da Hobby & Work.
L'autore ha vinto il Premio Gran Giallo Città di Cattolica nel 2000, il Premio Ghostbusters nel 2001 e il Premio Giallocarta nel 2005. Ha pubblicato racconti sul Giallo Mondadori, su La Nazione e Il Resto del Carlino e su Delitti di carta.Muore il 25 maggio 2010,nel giorno del suo 61º compleanno.
Nel 2011 in collaborazione con Arnoldo Mondadori Editore, le Biblioteche di Roma e l'Agenzia letteraria Trentin & Zantedeschi, viene bandita la prima edizione del Premio Letterario Santini. Il racconto vincitore viene pubblicato in appendice alla collana Il Giallo Mondadori. 
È stato anche insegnante alle scuole elementari.